# Ernst Richter (Filmarchitekt)
Ernst Richter (* 28. Oktober 1890 in Wien; † 8. August 1961 in Grünwald bei München) war ein österreichischer Filmarchitekt.

## Leben und Wirken
Richter studierte in Wien Architektur und Malerei. 1912 begann er sein Berufsleben als Kunstmaler. Über den Filmarchitekten Artur Berger stieß er noch zu Stummfilmzeiten zur österreichischen Kinematografie. Erst bei Ausbruch des Zweiten Weltkriegs begann Richter, regelmäßig Filmkulissen zu entwerfen bzw. die Entwürfe des Kollegen Hans Ledersteger umzusetzen.
Richter und Ledersteger blieben 18 Jahre lang ein festes Team, beider Filmbauten entstanden in Münchner, Amsterdamer, Berliner und (nach dem Krieg) Hamburger Ateliers. 1957 begann Richters Zusammenarbeit mit dem jungen Kollegen Wolf Englert, dessen Entwürfe er gleichfalls umsetzte.

## Filmografie
- 1924: Salambo
- 1927: Beethoven
- 1927: Alles will zum Film
- 1937: Mutterlied
- 1939: Das jüngste Gericht
- 1940: Wiener G’schichten
- 1940: Meine Tochter lebt in Wien
- 1940: Liebe ist zollfrei
- 1941: Oh, diese Männer
- 1943: Lascia cantare il cuore
- 1943: Gefährtin meines Sommers
- 1943: Ein Mann für meine Frau
- 1943: ...und die Musik spielt dazu
- 1944: Die Zaubergeige
- 1944/50: Mein Herz gehört Dir
- 1945: Das alte Lied
- 1949: Nichts als Zufälle
- 1949: Um eine Nasenlänge
- 1950: Export in Blond
- 1950: Küssen ist keine Sünd
- 1950: Furioso
- 1951: Das späte Mädchen
- 1951: In München steht ein Hofbräuhaus
- 1952: Wir tanzen um den Regenbogen
- 1952: Tausend rote Rosen blühn
- 1952: Bis wir uns wiederseh’n
- 1953: Liebeskrieg nach Noten
- 1953: Ave Maria
- 1953: Komm zurück
- 1955: Herr über Leben und Tod
- 1955: Wenn der Vater mit dem Sohne
- 1956: Zärtliches Geheimnis
- 1956: Wo der Wildbach rauscht
- 1957: Heiraten verboten
- 1957: El Hakim
- 1958: Das Mädchen Rosemarie
- 1958: Vergiß mein nicht
- 1958: Gräfin Mariza
- 1958: Ein Lied geht um die Welt
- 1959: Das blaue Meer und Du
- 1959: Bumerang
- 1960: Schachnovelle
- 1960: Stefanie in Rio
- 1960: Ingeborg